# 喬迪·齊曼加
喬迪·齊曼加（英語：Jordy Tshimanga，1996年11月4日—）為加拿大男子籃球運動員，現效力於亞洲籃球冠軍聯賽烏蘭巴托野馬。
1996年齊曼加的父母在薩伊共和國（今刚果民主共和国）爆發戰爭時離開薩伊共和國，前往加拿大魁北克省蒙特利尔，同年11月在蒙特利尔產下齊曼加。齊曼加在15歲時棄足從籃，搬到美國麻薩諸塞州波士顿與哥哥雅尼克（Yannick）同住，就讀馬杜菲學校。效力内布拉斯加大学林肯分校兩年以後，2018年8月齊曼加轉學到戴頓大學。
2022年12月齊曼加加入布藍普頓蜜獾參加美洲籃球冠軍聯賽。2024年9月19日，P. LEAGUE+高雄17直播鋼鐵人宣布簽下齊曼加。2025年4月，齊曼加2024-25賽季以場均17籃板、2.5阻攻、1.8抄截的表現抱走籃板王、阻攻王、抄截王頭銜，隨後代表蒙古球隊烏蘭巴托野馬參加亞洲籃球冠軍聯賽東亞區資格賽。

## 外部連結
- 喬迪·齊曼加在fiba.basketball（英语）
- 喬迪·齊曼加在NBA G聯盟官網（英语）
- 喬迪·齊曼加在P. LEAGUE+官網
- 喬迪·齊曼加在Basketball-Reference.com（NBA G聯盟）（英语）
- 喬迪·齊曼加在Sports-Reference.com（NCAA）（英语）
- 喬迪·齊曼加在Eurobasket.com（球員）（英语）
- 喬迪·齊曼加在Proballers（英语）
- 喬迪·齊曼加在RealGM（英语）
- 喬迪·齊曼加在Flashscore（英语）